# Venturia ulmi
Venturia ulmi är en svampart som tillhör divisionen sporsäcksvampar, och som beskrevs av Emil Müller. Venturia ulmi ingår i släktet Venturia, och familjen Venturiaceae. Arten är reproducerande i Sverige.